# 梅里戈爾德 (密西西比州)
梅里戈爾德（英語：Merigold）是位於美國密西西比州玻利瓦縣的城鎮。

## 人口
根據2020年美國人口普查的數據，梅里戈爾德的面積為2.51平方千米，皆為陸地。當地共有人口379人，而人口密度為每平方千米151人。